# Serixia phaeoptera
Serixia phaeoptera là một loài bọ cánh cứng trong họ Cerambycidae.